# Emil Kostadinov
Emil Kostadinov (Sofía, Provincia de Sofía-Ciudad, Bulgaria, 12 de agosto de 1967) es un exfutbolista búlgaro. Se desempeñaba en la posición de delantero.

## Selección nacional
Fue internacional con la selección de fútbol de Bulgaria en 70 ocasiones y marcó 27 goles. Debutó el 24 de diciembre de 1988 en un encuentro amistoso ante la selección de los Emiratos Árabes Unidos que finalizó con marcador de 1-0 a favor de los búlgaros.

### Participaciones en Copas del Mundo
| Mundial                        | Sede           | Resultado    |
| ------------------------------ | -------------- | ------------ |
| Copa Mundial de Fútbol de 1994 | Estados Unidos | Cuarto lugar |
| Copa Mundial de Fútbol de 1998 | Francia        | Primera fase |

### Participaciones en Eurocopa
| Eurocopa      | Sede       | Resultado    |
| ------------- | ---------- | ------------ |
| Eurocopa 1996 | Inglaterra | Primera fase |

## Clubes
| Club                 | País     | Año         |
| -------------------- | -------- | ----------- |
| P. F. C. Sofia       | Bulgaria | 1985 - 1990 |
| F. C. Porto          | Portugal | 1990 - 1994 |
| Deportivo La Coruña  | España   | 1994        |
| Bayern Múnich        | Alemania | 1995 - 1996 |
| Fenerbahçe S. K.     | Turquía  | 1997        |
| Tigres de Nuevo León | México   | 1997        |
| P. F. C. Sofia       | Bulgaria | 1998        |
| Mainz 05             | Alemania | 1998 - 1999 |

## Palmarés

### Campeonatos nacionales
| Título             | Club           | País     | Año     |
| ------------------ | -------------- | -------- | ------- |
| Liga A de Bulgaria | P. F. C. Sofia | Bulgaria | 1986-87 |
| Copa de Bulgaria   | P. F. C. Sofia | Bulgaria | 1986-87 |
| Copa de Bulgaria   | P. F. C. Sofia | Bulgaria | 1987-88 |
| Liga A de Bulgaria | P. F. C. Sofia | Bulgaria | 1988-89 |
| Copa de Bulgaria   | P. F. C. Sofia | Bulgaria | 1988-89 |
| Liga A de Bulgaria | P. F. C. Sofia | Bulgaria | 1989-90 |
| Copa de Portugal   | F. C. Oporto   | Portugal | 1990-91 |
| Primeira Liga      | F. C. Oporto   | Portugal | 1991-92 |
| Primeira Liga      | F. C. Oporto   | Portugal | 1992-93 |

### Copas internacionales
| Título          | Club             | País     | Año     |
| --------------- | ---------------- | -------- | ------- |
| Copa de la UEFA | Bayern de Múnich | Alemania | 1995-96 |

### Distinciones individuales
| Distinción                 | Año  |
| -------------------------- | ---- |
| Futbolista Búlgaro del Año | 1993 |